# Rayito de Luna
Rayito de Luna är en ort i Mexiko.   Den ligger i kommunen Juchitán och delstaten Guerrero, i den södra delen av landet, 300 km söder om huvudstaden Mexico City. Rayito de Luna ligger 28 meter över havet och antalet invånare är 166.
Terrängen runt Rayito de Luna är huvudsakligen platt, men österut är den kuperad. Havet är nära Rayito de Luna åt sydväst. Runt Rayito de Luna är det ganska glesbefolkat, med 29 invånare per kvadratkilometer. Närmaste större samhälle är Barra de Tecoanapa, 5,6 km söder om Rayito de Luna. Omgivningarna runt Rayito de Luna är en mosaik av jordbruksmark och naturlig växtlighet.